# Серебряные Пруды
Сере́бряные Пруды́ — посёлок городского типа в Московской области России. Образует административно-территориальную единицу (посёлок городского типа с административной территорией) и одноимённое муниципальное образование муниципальный округ Серебряные Пруды.
Население — 8736 человек (2024).

## География
Расположен на реке Осётр, вблизи федеральной автодороги Р22 «Каспий», на крайнем юго-востоке Московской области, в 5 километрах от границы с Рязанской и в 15 километрах — с Тульской областями. Железнодорожная станция на Рязано-Уральском железнодорожном ходу.

## История
В конце первого тысячелетия нашей эры территория Серебряно-Прудского района была заселена славянскими племенами вятичей, о чём свидетельствуют археологические находки.
В период раздробленности Руси (XIII век) земли района входили вначале в состав Черниговского княжества, затем Рязанского, а в XV веке — в состав Московского государства.
До 1570 года Серебряные Пруды были вотчиной князя Б. В. Серебряного-Оболенского.
Наиболее ранее упоминание о населённом пункте имеется в писцовой книге города Венёва и Венёвского уезда за 1571—1572 годы: «Деревня Пруды на Ржавце, а в ней крестьян 3 двора, да 4 двора пустые, пашни в поле доброй земли 25 четьи да дикого поля 125 четьи ? лесы-дубравы и присадные 5 десятин». До XVI века население было незначительным, так как эти места были ареной битв и опустошений из-за частых набегов татар. В это время Серебряные Пруды стали укреплённым пунктом Московского государства.
С 1577 по 1743 год Серебряные Пруды были имением князей Черкасских.
Во время восстания Болотникова Серебряные Пруды дважды попадали в руки мятежников. В начале марта 1607 года после промежуточного взятия населенного пункта царскими войсками здесь произошла битва под Серебряными Прудами, в которой было разбито подошедшее повстанческое войско.
От Черкасских имение Серебряные Пруды перешло к Шереметевым после женитьбы Петра Борисовича Шереметева на княжне Варваре Алексеевне Черкасской (11.09.1711—02.10.1767), единственной дочери канцлера Российской империи, князя Алексея Михайловича Черкасского и княжны Марьи Юрьевны Трубецкой (27.02.1696—16.08.1747). В результате женитьбы Шереметеву досталось богатое приданое — его состояние удвоилось, и он стал владельцем 44 имений в 28 губерниях, включая и Серебряные Пруды.
Шереметевы владели имением до 1917 года. По ревизии 1795 года селом владел граф Николай Петрович Шереметев.
По ревизиям 1811, 1816, 1834, 1850 и 1858 годов селом владел камергер граф Дмитрий Николаевич Шереметев, в нём также проживали государственные крестьяне.
В XIX веке в Серебряных Прудах была одна церковь — Никольская (св. Николая Чудотворца), здание которой было сооружено в первой половине XIX века. В связи с тем, что число прихожан стало превышать вместимость церкви, к которой к тому же были приписаны жители ряда соседних селений, в 1914 году была сооружена ещё одна — церковь Иконы Божией Матери «Знамение».
В 1898 году в Серебряных Прудах открылась одноимённая железнодорожная станция. Быстрее пошло развитие экономики. Возникают частные предприятия — винокуренные заводы. Появились купеческие магазины, ссыпные пункты для зерна.

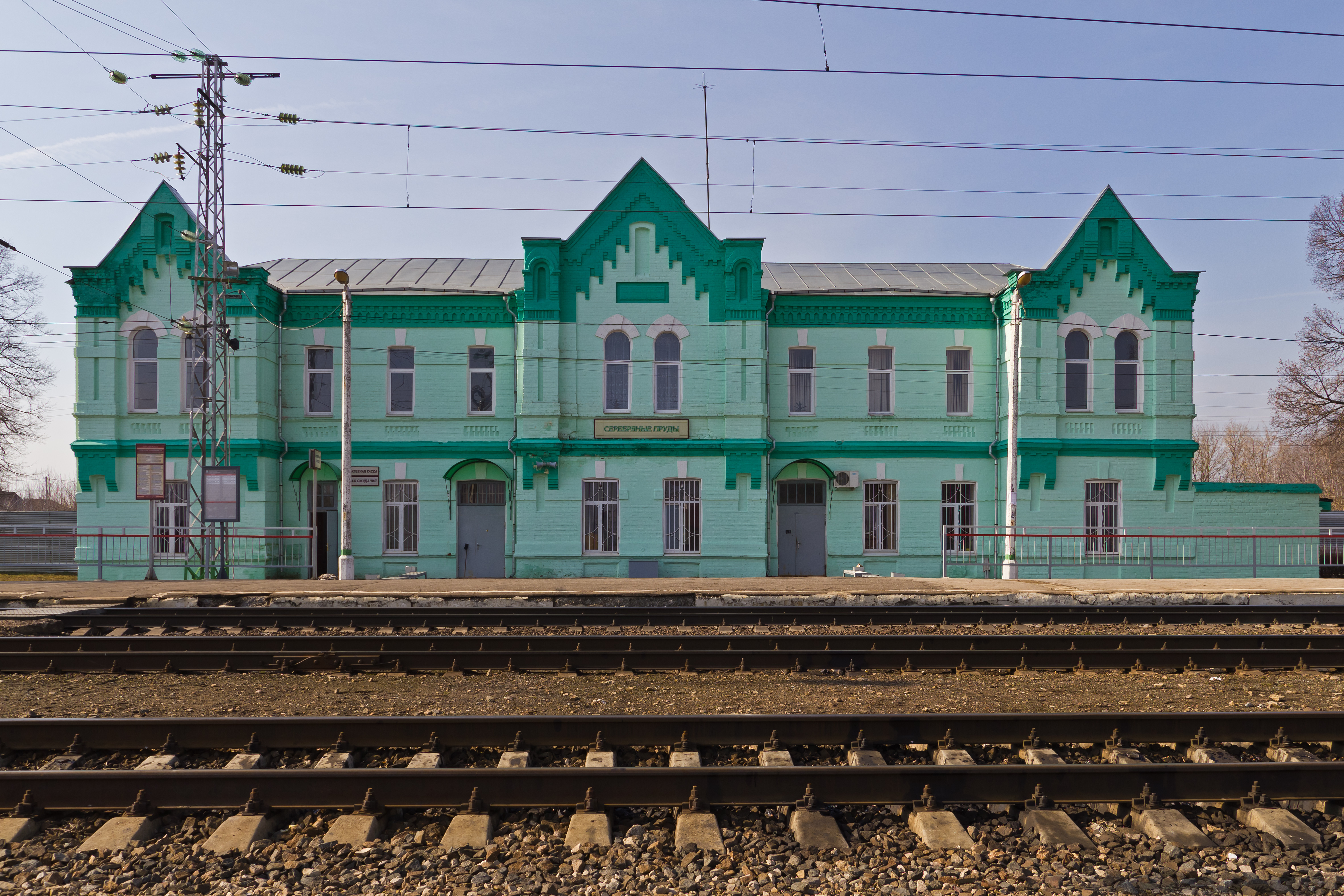
Вокзал железнодорожной станции Серебряные Пруды

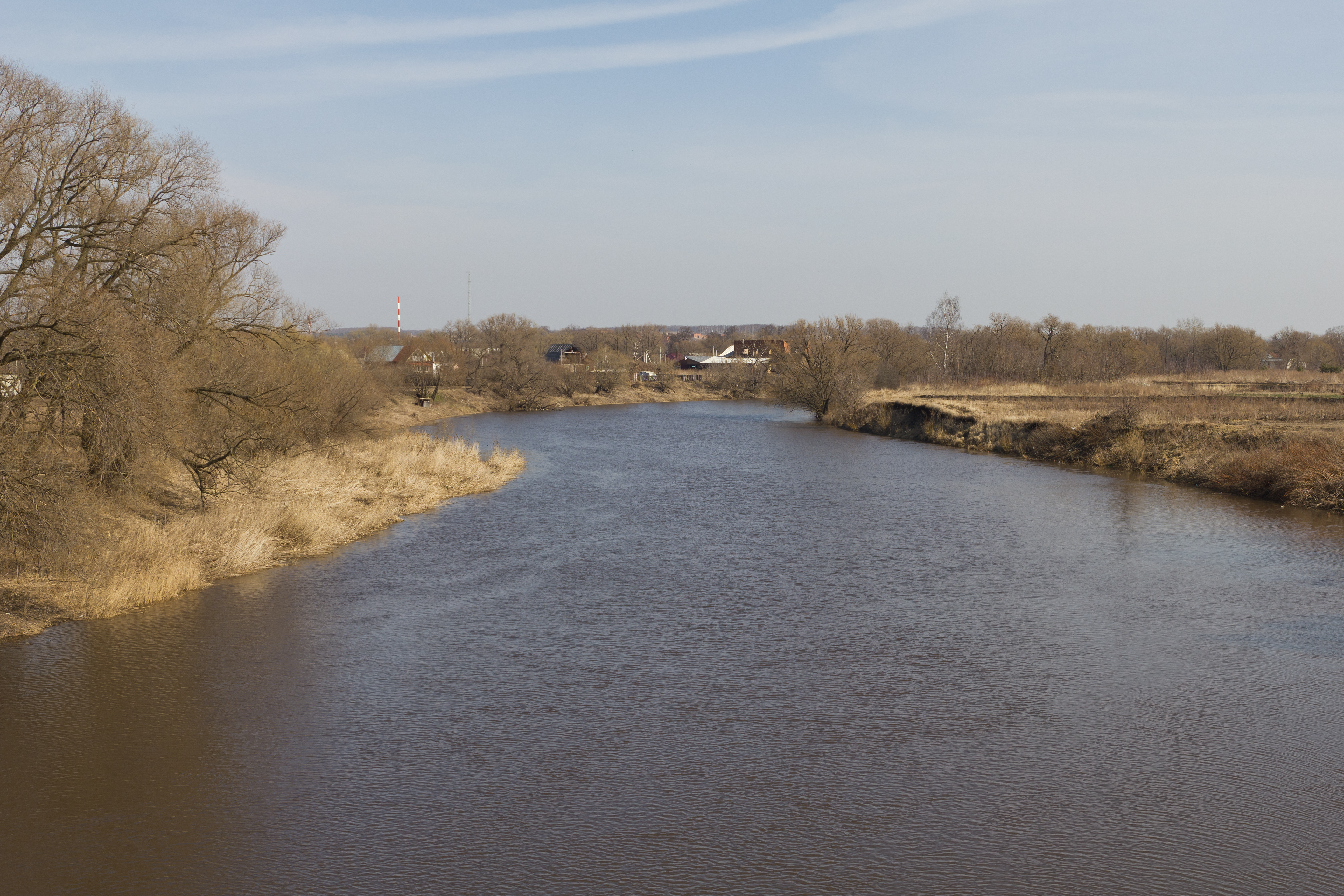
Река Осётр в Серебряных Прудах

В 1900 году в Серебряно-Прудской волости было 3 школы (с шестью учителями) с трёхгодичным обучением. В 1902 одна школа была реорганизована в двухклассное училище с пятилетним обучением. А в 1912 году, открылось высшее начальное училище. Для него было построено двухэтажное здание с центральным отоплением, которое через шесть лет сгорело.
В дореволюционный период Серебряные Пруды входили в состав Венёвского уезда Тульской губернии. С середины 1920-х и по 1942 г. несколько раз административно переходили из состава Тульской губернии (затем области) в Московскую и наоборот (а границы Московской области при этом менялись). Окончательно в Московской области с 1942 г.
В начале 1941 года население района составляло около 30 тысяч человек, в школах обучалось 6200 учащихся. На территории района находилось 112 колхозов, 30 сельских советов.
В годы Великой Отечественной войны из района было призвано 6350 человек в армию, 275 направлено в оборонную промышленность. В боях погибло 2995 серебрянопрудцев, из них 1617 пропали без вести. В Битве за Москву Серебряные Пруды — граница наступления немецких войск на юго-восточном направлении, освобождены 7 декабря 1941 года войсками 10-й армии под командованием генерал-лейтенанта Голикова. За всё время недолгой немецкой оккупации и боёв на территории района (с 1 по 10 декабря 1941 года) погибли и захоронены в братских могилах 33 человека.
До августа 1960 года на территории села Серебряные Пруды существовало два сельских Совета: Серебрянопрудский и Заречный (Чуйковский) — левая сторона Осетра, деревни Семёнково, Растрехаевка, Ливадия.
В 1961 году решением Московского исполнительного комитета село Серебряные Пруды получило статус рабочего посёлка, а сельский Совет был преобразован в поселковый Совет.
В 2005 году было образовано городское поселение Серебряные Пруды в состав которого вошли: р. п. Серебряные Пруды, д. Благодать, с. Дудино, с. Красное, д. Растрехаевка, д. Семёнково.
7 декабря 2015 года Серебряные Пруды, рабочий посёлок районного подчинения, был отнесён к категории посёлок городского типа (пгт) областного подчинения. Серебряно-Прудский район как муниципальное образование и административно-территориальная единица также упразднён, пгт. стал образовывать городской округ Серебряные Пруды, созданный 7 ноября 2015 года.

## Население
| 1859  | 1880  | 1959  | 1970  | 1979  | 1989  | 2002  | 2006  | 2009  |
| ----- | ----- | ----- | ----- | ----- | ----- | ----- | ----- | ----- |
| 3600  | ↗3928 | ↘2700 | ↗5952 | ↗7578 | ↗8977 | ↘8969 | ↗9004 | ↘8927 |
| 2010  | 2012  | 2013  | 2014  | 2015  | 2016  | 2017  | 2018  | 2019  |
| ↗9705 | ↘9654 | ↘9591 | ↘9483 | ↘9358 | ↘9246 | ↘9136 | ↘8927 | ↘8792 |
| 2020  | 2021  | 2023  | 2024  |       |       |       |       |       |
| ↘8706 | ↗8960 | ↘8883 | ↘8736 |       |       |       |       |       |

Национальный состав
По итогам переписи населения 2020 года проживали следующие национальности (национальности менее 0,1 % и другое, см. в сноске к строке «Другие»):
| Национальность | Численность, чел. | Доля     |
| -------------- | ----------------- | -------- |
| Русские        | 7973              | 88,98 %  |
| Узбеки         | 153               | 1,71 %   |
| Таджики        | 89                | 0,99 %   |
| Армяне         | 71                | 0,79 %   |
| Украинцы       | 59                | 0,66 %   |
| Татары         | 23                | 0,26 %   |
| Азербайджанцы  | 18                | 0,20 %   |
| Мордва         | 17                | 0,19 %   |
| Молдаване      | 16                | 0,18 %   |
| Немцы          | 14                | 0,16 %   |
| Башкиры        | 12                | 0,13 %   |
| Киргизы        | 12                | 0,13 %   |
| Чуваши         | 10                | 0,11 %   |
| Белорусы       | 9                 | 0,10 %   |
| Другие         | 484               | 5,41 %   |
| Итого          | 8960              | 100,00 % |

## СМИ
10 июня 1931 года в посёлке была основана газета «Колхозная искра». В годы советской власти издание несколько раз меняло название, а в 1994 году было зарегистрировано как общественно-политическая газета под названием «Серебряно-Прудский вестник».

## Памятники

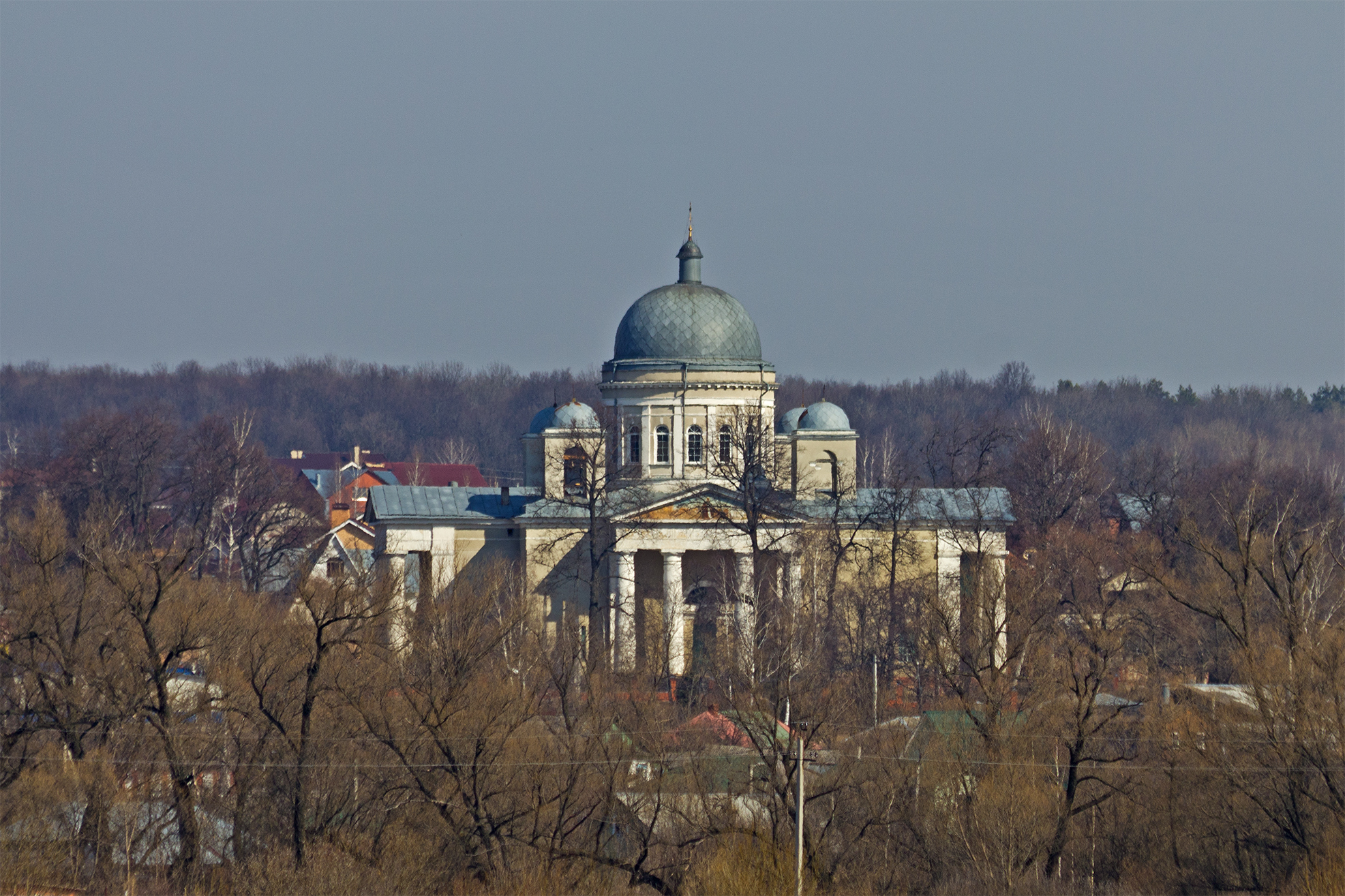
Никольская церковь

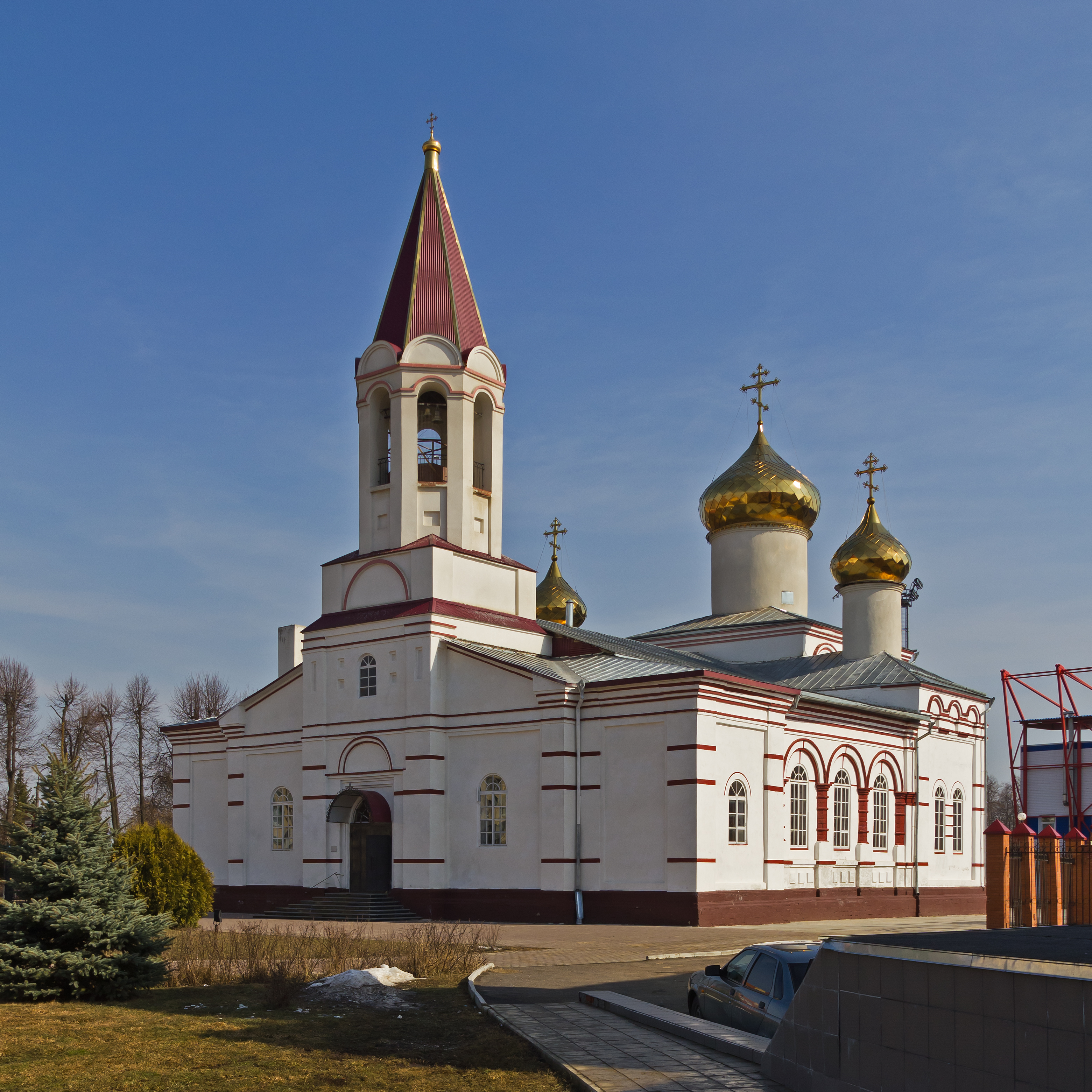
Знаменская церковь

- Памятник на братской могиле, погибших при освобождении района от немецко-фашистских захватчиков (1941 г).
- Памятник В. И. Ленину на Советской площади (автор Н. Томский).
- Памятник В. И. Чуйкову у средней школы им. В. И. Чуйкова (автор А. В. Чуйков).
- Бюст В. И. Чуйкову на площади Маршала Чуйкова (автор Е. В. Вучетич).
- Бюст С. Д. Столярову у культурного центра «Наследие» (автор С. Г. Полегаев).
- Памятная стела погибшим серебрянопрудцам на площади Маршала Чуйкова (автор А. Н. Мальцев).
- Памятный камень погибших в «горячих точках» на площади Маршала Чуйкова.

## Музеи
- музейная комната заслуженного артиста С. Д. Столярова в культурном центре «Наследие».
- Дом-музей маршала В. И. Чуйкова.

## Религия
Уже в XVI веке в селе имелась деревянная церковь Николая Чудотворца. По мере ветшания деревянная церковь неоднократно перестраивалась. В 1835 году на средства Дмитрия Николаевича Шереметева на месте деревянной церкви был построен каменный храм — пятиглавая церковь во имя Николая Чудотворца.
В 1914 году по проекту архитектора Н. В. Султанова в селе была возведена Церковь во имя Знамения Пресвятой Богородицы.

## Известные люди
- Бокарев, Даниил Семёнович (около 1789 — после 1834) — крепостной крестьянин графа Шереметьева, уроженец Тульской области, с. Серебряные Пруды. Ему принадлежит открытие подсолнечника как масличной культуры. В 1829 году он придумал способ получения масла из семян подсолнечника.
- Кашин, Владимир Иванович (род. 1948), первый секретарь Серебряно-Прудского РК КПСС, академик РАСХН, депутат Гос. Думы.
- Кёстринг, Эрнст[29] (1876—1953) — немецкий дипломат и военачальник, генерал от кавалерии. Родился в семье издателя и управляющего имением Серебряные Пруды графа Шереметева. Образование получил в России. Участник 1-й и 2-й мировых войн со стороны Германии. В 1931—33 и в 1935—41 годах — военный атташе Германии в Москве.
- Кившенко, Алексей Данилович (1851—1895) — художник-баталист, академик живописи, автор известной картины «Совет в Филях». Родился в Серебряных Прудах.
- Коровушкин, Николай Иванович (1921—2003) — Лётчик-испытатель. Герой Советского Союза. Жил и учился в Серебряных Прудах[30].
- Панков, Александр Егорович (1953—1993) — Герой России. Милиционер, окончил школу в Серебряных Прудах. Похоронен в с. Подхожее[31]
- Пузырёв, Юрий Николаевич (1926—1991) — советский актёр театра и кино, заслуженный артист РСФСР. Родился в Серебряных Прудах.
- Романов, Пётр Иванович (1918—1945) — лётчик, Герой Советского Союза. Родился в п. Серебряные Пруды
- Рубанов, Андрей Викторович (р. 1969) — писатель, кинодраматург. Родился в с. Узуново, в Серебрянно-Прудском районе.
- Садофьев, Илья Иванович (1889—1965) — поэт, публицист. Жил в семье родителей в с. Серебряные Пруды.
- Столяров, Сергей Дмитриевич (1911—1969) — актёр театра и кино. Лауреат Сталинской премии, народный артист РСФСР. Родился в Серебряно-Прудском районе.
- Фирсов, Сергей Александрович (1971—1995) — Герой России, старший лейтенант морской пехоты. Погиб в бою в Первую чеченскую войну. Похоронен в п. Серебряные Пруды[32]. В честь С. А. Фирсова в Серебряных Прудах названа улица[32].
- Чуйков, Василий Иванович (1900—1982) советский военачальник, Маршал Советского Союза, дважды Герой Советского Союза. Родился в с. Серебряные Пруды.